# Tales of the Vampires
Tales of the Vampires je komiksová série odvozená od televizního seriálu Buffy, přemožitelka upírů. Vydávána byla mezi lety 2003 a 2010 americkým vydavatelstvím Dark Horse Comics. Její součástí je pět číslovaných sešitů, jeden samostatný komiks a dva kratší příběhy. Protože se na sérii podílel i autor seriálu Joss Whedon, je považována za součást kánonu.
Samostatný sešit „The Thrill“ a dvoudílný příběh „Carpe Noctem“ z let 2009 a 2010 jsou crossoverem mezi komiksovými sériemi Tales of the Vampires a Buffy the Vampire Slayer Season Eight.

## MinisérieTales of the Vampires
Minisérie Tales of the Vampires tvoří pět číslovaných sešitů z let 2003 a 2004. Každý z nich obsahuje dvě grafické povídky o některém z upírů minulosti, přičemž z televizního seriálu jsou známí čtyři (Spike s Drusillou, Drákula a Angel). Všemi pěti sešity kromě toho prostupuje samostatný šestidílný příběh (v posledním albu se nachází dvě části).
| Původní název | Scénář         | Kresba                        | Původní vydání                                         | Datum vydání                       | Antologie                                  |
| --- | -------------- | ----------------------------- | ------------------------------------------------------ | ---------------------------------- | ------------------------------------------ |
| Tales of the Vampires | Joss Whedon    | Alex Sanchez a Derek Fridolfs | příběh v časopisech Tales of the Vampires č. 1 až č. 5 | 10. prosince 2003 – 28. dubna 2004 | Tales of the Vampires (2004), Tales (2011) |
| Starý upír Roche, zadržovaný na viktoriánské Akademii pro pozorovatele, vypráví malým dětem, které se učí o upírech a které se připravují na dráhu pozorovatele, příběhy ze svého života. Edna, jedna z dívek a pozdější babička Gilese, jej vyprovokuje k násilné reakci. Roche jim pak poví o tom, jak se stal upírem. Vynechá však svého stvořitele, kterého Edna odhalí v Sophii, další z dívek naslouchající Rocheho příběhům. Ta se stala upírem před dlouhým časem již jako dítě, nyní ji však pozorovatelé zabijí. |                |                               |                                                        |                                    |                                            |
| The Problem with Vampires | Drew Goddard   | Paul Lee                      | krátký příběh v časopisu Tales of the Vampires č. 1    | 10. prosince 2003                  | Tales of the Vampires (2004), Tales (2011) |
| Spike a Drusilla jsou v Praze v nebezpečné situaci. Jeho honí dav lidí a málem mu kolíkem probodne srdce, ji zase mučí ve vězení inkvizitor. Spike Drusillu osvobodí a oba se rozhodnou z města odejít, přičemž zamíří nabrat síly k Pekelné bráně – do Sunnydale. |                |                               |                                                        |                                    |                                            |
| Stacy | Joss Whedon    | Scott Morse                   | krátký příběh v časopisu Tales of the Vampires č. 1    | 10. prosince 2003                  | Tales of the Vampires (2004), Tales (2011) |
| Mladá dívka Stacy je zamilovaná do různých fantastických příběhů, chtěla by se stát třeba elfkou. Po večírku, který pořádala kamarádka, se však potká s neznámým chlapcem, který ji změní v upíra. Stacy je potom s ostatními upíry šťastná – je součástí něčeho magického. |                |                               |                                                        |                                    |                                            |
| Spot the Vampire | Jane Espenson  | Cameron Stewart               | krátký příběh v časopisu Tales of the Vampires č. 2    | 14. ledna 2004                     | Tales of the Vampires (2004), Tales (2011) |
| Mladý čtenář komiksu je vyzván k nalezení upíra na obrázku, který ukazuje předvánoční shon v obchodním centru. Sám je však upírem zabit. |                |                               |                                                        |                                    |                                            |
| Jack | Brett Matthews | Vatche Mavlian                | krátký příběh v časopisu Tales of the Vampires č. 2    | 14. ledna 2004                     | Tales of the Vampires (2004), Tales (2011) |
| James Whitcomb, inspektor londýnské policie, pátrá pro Jacku Rozparovači. Zjistí, že je to ve skutečnosti upír, který si užívá publicity v novinách. Protože inspektor je sám upírem, který nechce dávat na odiv tradice svých lidí, Jacka zabije a následně odejde do dlouho odkládaného důchodu. |                |                               |                                                        |                                    |                                            |
| Father | Jane Espenson  | Jason Alexander               | krátký příběh v časopisu Tales of the Vampires č. 3    | 11. února 2004                     | Tales of the Vampires (2004), Tales (2011) |
| V roce 1922 je mladý muž proměněn v upíra. Má však již malého chlapce, kterého vychovává, poté ho ožení a chce se starat i o vnouče, přitom sám však zůstává mladý. Po dlouhé době se v roce 2000 se svým starým synem potká, ten o tři roky později v přítomnosti svého otce leží na smrtelné posteli. Upíra přitom zabije přemožitelka, která si myslela, že nemrtvý ubližuje starci. Starý muž však následně umírá přirozenou smrtí.                                                                                    |                |                               |                                                        |                                    |                                            |
| Antique | Drew Goddard   | Ben Stenbeck                  | krátký příběh v časopisu Tales of the Vampires č. 3    | 11. února 2004                     | Tales of the Vampires (2004), Tales (2011) |
| Buffy, Kira a ještě jedna další přemožitelka vniknou do sídla hraběte Drákuly, který pomocí transu drží Xandera jako svého služebníka. Po vzájemném střetu je upír ochotný Buffyina kamaráda propustit. |                |                               |                                                        |                                    |                                            |
| Dust Bowl | Jane Espenson  | Jeff Parker                   | krátký příběh v časopisu Tales of the Vampires č. 4    | 17. března 2004                    | Tales of the Vampires (2004), Tales (2011) |
| Mladý Joe Cooper pracuje na farmě své rodiny, při jedné z bouří Dust Bowl je však společně se svou matkou změněn v upíra. Chlapec se postupně musí vyrovnávat se svou novou přirozeností, nakonec si doma zřídí i chov zajatých lidí, od kterých si bere krev. |                |                               |                                                        |                                    |                                            |
| Taking Care of Business | Ben Edlund     | Ben Edlund a Derek Fridolfs   | krátký příběh v časopisu Tales of the Vampires č. 4    | 17. března 2004                    | Tales of the Vampires (2004), Tales (2011) |
| Bývalý inkvizitor z 15. století se stal upírem a během století postupně zešílel; myslí si, že je božím poslem. Na čerpací stanici potká muže s kolárkem, který tvrdí, že je Bůh a poradí mu lehnout si na poušti a vyčkat východu slunce. Upír poslechne; po jeho odchodu si pro mentálně postiženého muže přijede policie, protože opět utekl od své matky. |                |                               |                                                        |                                    |                                            |
| Some Like It Hot | Sam Loeb       | Tim Sale                      | krátký příběh v časopisu Tales of the Vampires č. 5    | 28. dubna 2004                     | Tales of the Vampires (2004), Tales (2011) |
| Upír si chce opět po dlouhých letech v temnotě užít slunečního svitu, proto podstoupí speciální operaci, po níž bude sice nezranitelný, avšak po 24 hodinách se sám promění v prach. Po vyjití na slunce však dostane žízeň. |                |                               |                                                        |                                    |                                            |
| Numb | Brett Matthews | Cliff Richards                | krátký příběh v časopisu Tales of the Vampires č. 5    | 28. dubna 2004                     | Tales of the Vampires (2004), Tales (2011) |
| Angel, který je manipulován Prvotním zlem (epizoda „Pokání“ seriálu Buffy, přemožitelka upírů), vidí části různých krutých událostí, které jako Angelus vykonal. |                |                               |                                                        |                                    |                                            |

## Ostatní komiksy
| Původní název | Scénář         | Kresba        | Původní vydání                                                  | Datum vydání   | Antologie                                  |
| --- | -------------- | ------------- | --------------------------------------------------------------- | -------------- | ------------------------------------------ |
| Dames | Brett Matthews | Sean Phillips | krátký příběh v časopisu Drawing on Your Nightmares             | 10. září 2003  | Tales of the Vampires (2004), Tales (2011) |
| Las Vegas, 40. léta: Upír, který se oddává ve městě gamblingu, potká ženu, jejíž ochranku zabije. Ona jej však překvapivě vyzve, aby ji odvezl na skálu v poušti. Nemrtvý chce využít příležitostí a napít se z ní, žena ho však shodí ze skály, ukradne mu hodinky a peněženku a zmizí. Upír se po dlouhé době v bezvědomí probere a se zapálenou cigaretou už jenom čeká na východ slunce. |                |               |                                                                 |                |                                            |
| The Thrill | Becky Cloonan  | Vasilis Lolos | jeden sešit                                                     | 3. června 2009 | Tales (2011)                               |
| Carpe Noctem, Part One | Jackie Kessler | Paul Lee      | krátký příběh ve webové sérii MySpace Dark Horse Presents č. 31 | únor 2010      | Tales (2011)                               |
| Carpe Noctem, Part Two | Jackie Kessler | Paul Lee      | krátký příběh ve webové sérii MySpace Dark Horse Presents č. 32 | březen 2010    | Tales (2011)                               |

## Antologie
Komiksy z let 2003 a 2004 vyšly podruhé v roce 2004 v souborném vydání Tales of the Vampires. Všechny komiksy série byly vydány v roce 2011 jakou součást antologie Tales, která obsahuje i příběhy ze série Tales of the Slayers.